# Samir Benmeziane
Samir Benmeziane (en arabe : سمير بنمزيان), né le 23 février 1988 à Arles est un footballeur franco-marocain. Il évolue actuellement à l' AC Arles au poste d'attaquant en R1.

## Biographie
En juillet 2011 il effectue un essai, non concluant, au Stade lavallois.
En juin 2015, il signe à Fréjus Saint-Raphaël après une saison en Ligue 2 avec l'US Orléans. Il signe ensuite au FC Chambly Oise en 2016.